# 리베카 촙

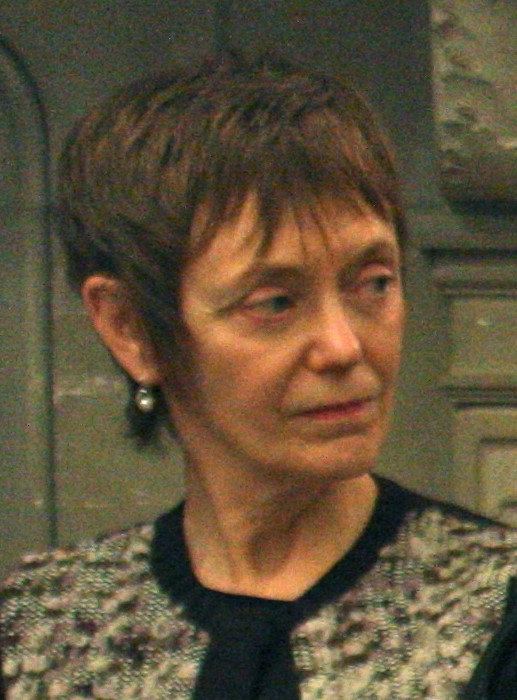

레베카 촙(Rebecca S. Chopp)은 스와스모어 대학교의 첫 번째 여성 총장이다. 예일 대학교 신학교 학장, 에모리 대학교 부총장, 콜게이트 대학교 총장으로 재직하였다.